# Smyrnium dioscoridis
Smyrnium dioscoridis är en flockblommig växtart som beskrevs av Spreng.. Smyrnium dioscoridis ingår i släktet vinglokor, och familjen flockblommiga växter. Inga underarter finns listade i Catalogue of Life.